# Quercus john-tuckeri
Quercus john-tuckeri és una espècie de roure que pertany a la família de les fagàcies i està dins de la secció dels roures blancs.

## Descripció
Quercus john-tuckeri és un arbust atapeït que creix com a màxim entre 2 a 5 metres d'alçada, de vegades convertit en forma d'arbre, de més de sis metres. Les branques són de color gris o marró, les branques recobertes de fibres curtes de llana quan és nou i convertir-se en escates amb l'edat. Les fulles són coriàcies perennes i espesses, de vegades fràgils. Són de color gris-verd la part superior, la part inferior lleugerament més pàl·lides. Les parts inferiors són peludes, les superfícies superiors una mica menys. El limbe de la fulla és aproximadament ovalada, columna dentada, i menys de 4 centímetres de llarg. El fruit és una gla amb una fina capa 1 a 1,5 centímetres d'ample i una femella de 2 a 3 centímetres de llarg.

## Distribució i hàbitat
Anteriorment conegut com a Quercus turbinella ssp. californica, va ser elevat a l'estatus d'espècie el 1994. És un arbre endèmic a Califòrnia, on creix en les garrigues i boscos de roure dels vessants de muntanya a les Muntanyes Transversals, la més meridional de la Central Coast Ranges, i els marges del desert de Mojave.

## Taxonomia
Quercus john-tuckeri va ser descrita per Nixon i C.H.Mull. i publicat a Novon 4(4): 391, a l'any 1994.
Etimologia
Quercus: nom genèric del llatí que designava igualment al roure i a l'alzina.
john-tuckeri: epítet atorgat en honor de John M. Tucker, professor de botànica (1947 - 1986) en la Universitat de Califòrnia a Davis, especialista en Quercus.
Sinonímia
- Quercus turbinella var. californica (Tucker) L.D.Benson
- Quercus turbinella subsp. californica Tucker[3][4]